# Julien Tafforet
Julien Tafforet foi um explorador francês conhecido por ser um dos primeiros viajantes a morar em Rodrigues, uma pequena ilha no Oceano Índico, hoje dependente da República de Maurício.
O oficial Tafforet chegou em Rodrigues em 1725 a bordo do La Resource. Motivado pela decisão do governador Antoine Desforges-Boucher de estabelecer um assentamento francês na pequena ilha antes que ela caísse na mão dos britânicos, o navio de guerra teve de desembarcar alguns colonos ali. Tafforet chegou a terra firme com cinco de seus homens. Deixados à própria sorte, os seis esperaram que alguém os viesse buscar por quase um ano, até junho de 1726.
Esta viagem permitiu a Tafforet escrever um livro intitulado Relation de l'isle Rodrigues. Datada de 1726, é uma das primeiras obras sobre Rodrigues e ajuda a demonstrar a existência no território da ilha de várias espécies animais endêmicas extintas atualmente (a exemplo do papagaio-de-rodrigues), que também aparecem nas memórias de François Leguat escrita 18 anos antes.